# Мацумура Аяко
Мацумура Аяко (8 січня 1982) — японська синхронна плавчиня.
Учасниця Олімпійських Ігор 2008 року. Медалістка чемпіонатів світу з водних видів спорту 2005 і 2007 років.